# Jelenec (Bílé Karpaty)
Jelenec (925 m n. m.) je po Velké Javořině a Chmeľové třetí nejvyšší vrchol Bílých Karpat. Nachází se nad obcí Strání v místní části Květná.

## Přístup

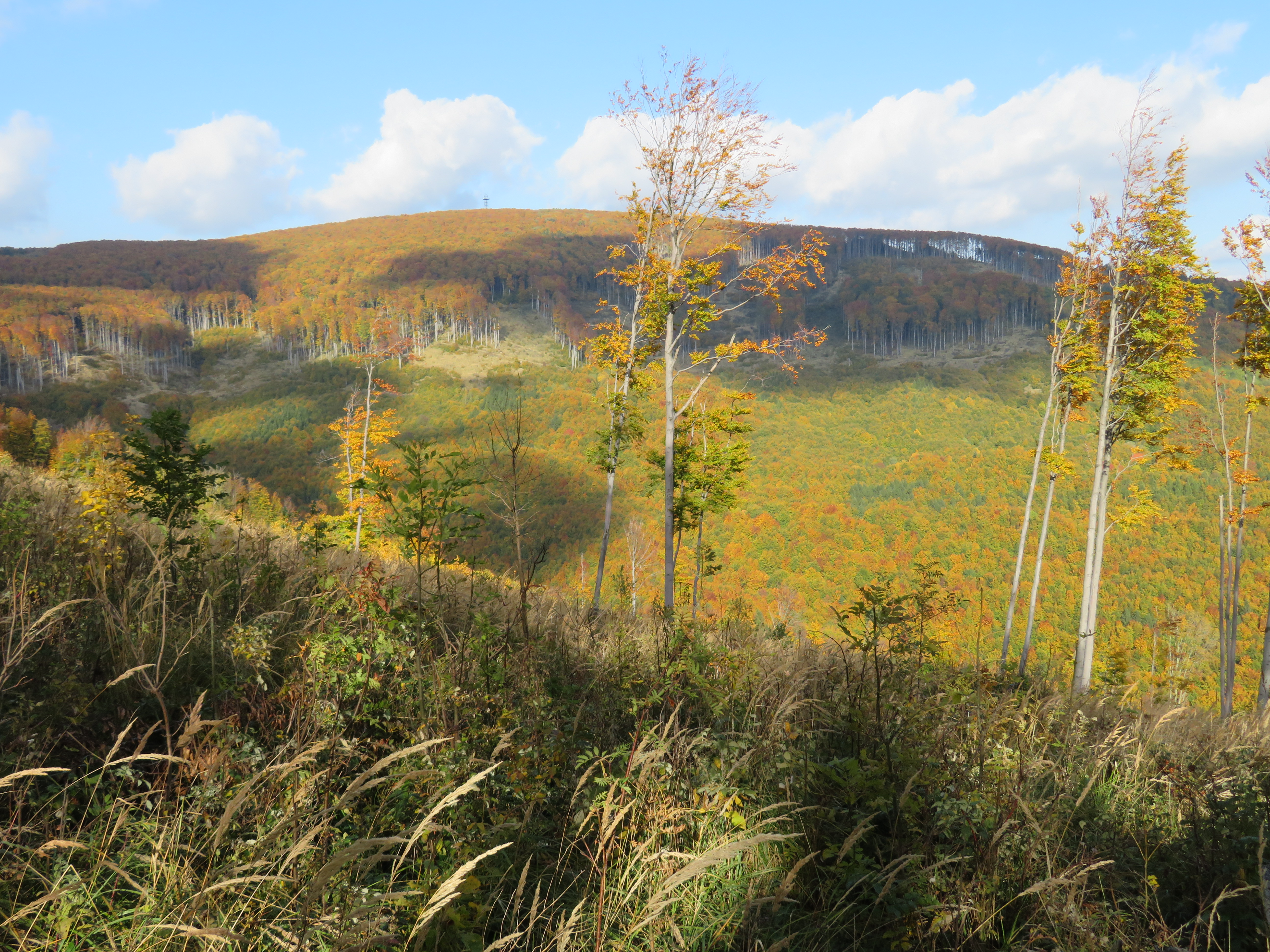
Jelenec z Velké Javořiny

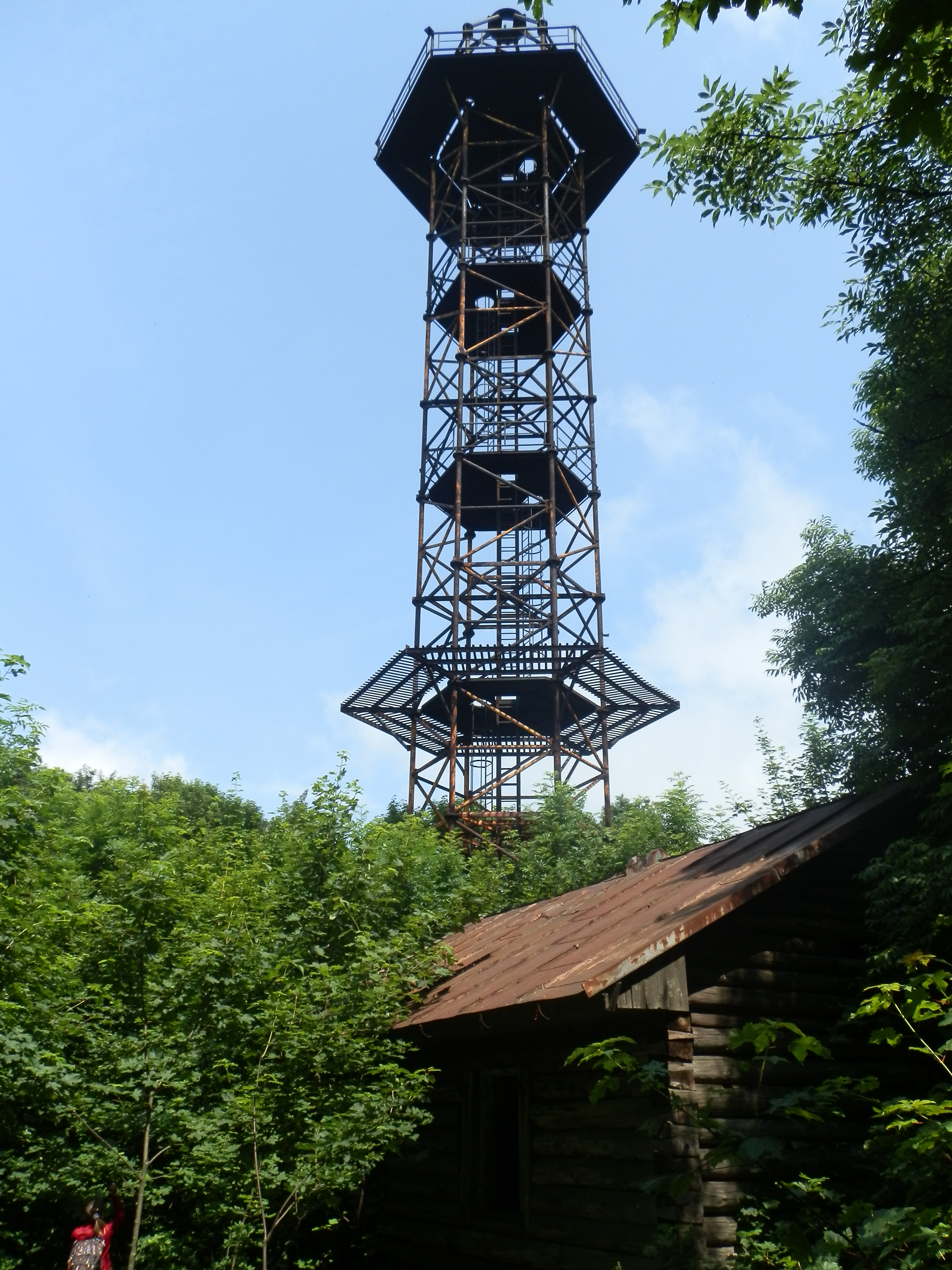
Rozhledna

Od Holubyho chaty pod Velkou Javořinou vede směrem k Jelenci zelená turistická značka, která na rozcestí Pod Jelencem odbočuje do Květné a po hřebeni pokračuje neznačená lesní cesta až na vrchol. Celková vzdálenost od Holubyho chaty je 2 km s převýšením 65 metrů.

## Rozhledna
Na jeho vrcholu stojí chátrající železná bývalá vojenská věž, dnes již vyhledávaná jako adrenalinová rozhledna.